# Productinformatiesysteem
Een productinformatiesysteem heeft tot doel het verzamelen en ordenen van informatie over een product, doorgaans in een relationele database. De redenen voor het verzamelen van productinformatie zijn divers. 
- Consumenten willen weten wat de prijs is van een product, wat de mogelijkheden zijn en welke garanties er van toepassing zijn.
- Bedrijven willen weten of de producten die zij bedenken en maken voldoen aan de wensen van de klant en voldoende omzet en winst genereren om het continuïteit en groei van de onderneming te behouden. De omzet gemeten in de tijd wordt vaak aangegeven in een productlevenscyclus-curve.
- Toeleveranciers willen weten aan welke eisen een (deel-)product moet voldoen, om deze producten te kunnen aanleveren in de productieketen.
- Overheden willen weten of de producten die gemaakt worden veilig zijn voor de volksgezondheid en het welzijn van de bevolking. De overheid wil ook weten wat er met een product gebeurt nadat de levenscyclus van een product ten einde is in verband met hergebruik.